# فتیله‌گذاری

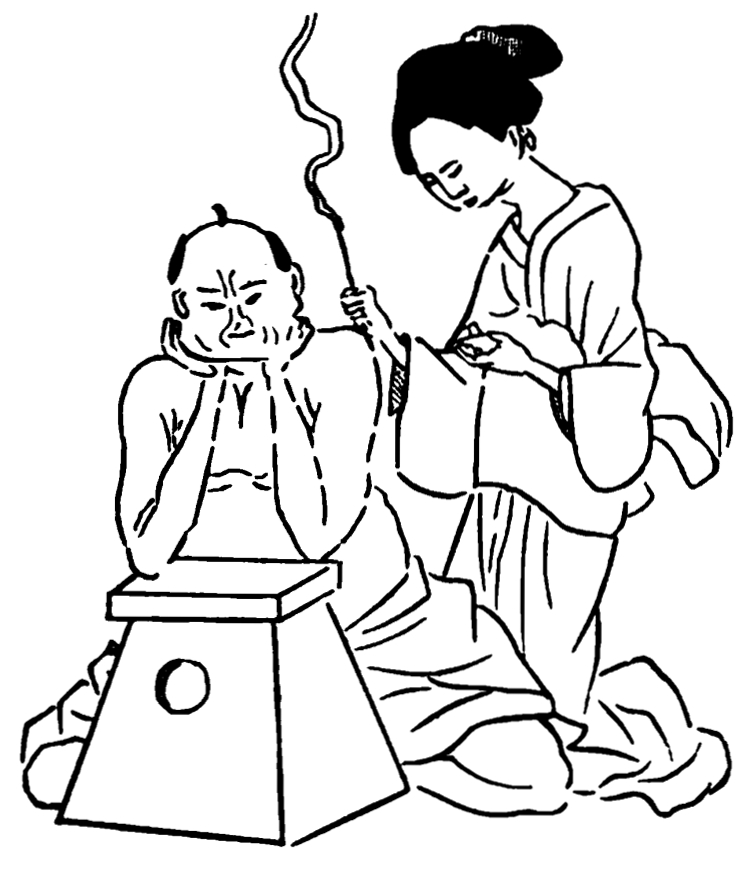
فتیله‌گذاری.

فتیله‌گذاری (به چینی 灸) یک روش درمانی سنتی چین است که در کنار طب سوزنی به کار گرفته می‌شود.
در این روش با سوزاندن گیاه برنجاسف در نقاط طب سوزنی بر روی بدن، موجب تحریک جریان گردش خون شده و از گرمای حاصل از آن به منظور جلوگیری از حساسیت و نیز برای درمان بیماری یا بی حس کردن موضع، استفاده می‌شود.